# Ruth White
Ruth White (Pittsburgh, 2 de setembre de 1925- Los Angeles, 26 d'agost del 2013) fou una compositora estatunidenca. Mentre que la major part de la seva carrera va estar dedicada a les gravacions educatives, més aviat és coneguda per a ser una pionera en la música electrònica, degut a les seves primeres exploracions de so utilitzant el sintetitzador Moog. La contraportada del llançament de Short Circuits deia que «Ruth White està entre els millors compositores del que es denomina com 'la nova música'».
Les seves primeres gravacions 7 Trumps From the Tarot Card and Pinions (1968), Flowers of Evil (1969), i Short Circuits (1970) presentaven uns usos sorprenents del sintetitzador Moog i d'altres equips musicals electrònics.

## Biografia

### Pennsilvània i Los Angeles
Ruth White va escriure la seva primera composició a l'edat de 8 anys, i des dels 15 anys va llençar un fluxe constant de gravacions. White va estudiar al Carnegie Institute of Technology de Pensilvània (actual Carnegie Mellon University), centrant-se en la formació clàssica del piano, així com el violí, violoncel, arpa, clarinet i corn. Va començar els seus estudis formals de composició amb Nikolai Lopatnikoff al Carnegie Institute of Techonolgy de Pensilvània, on va rebre el seu BFA (Bachelor of Fine Arts) i MFA (Master of Fine Arts) en Piano i Composició Musical.
El 1951 va rebre reconeixement al seu talent quan va guanyar el primer premi de composició de la Societat Nacional d'Arts i Lletres. La Societat Nacional d'Arts i Lletres és una organització sense ànim de lucre que encoratja i brinda assistència financera a joves artistes talentosos al començament de les seves carreres. També va continuar la seva formació amb John Vincent a la UCLA, on també va treballar com a supervisora de la UCLA Demonstration School.
Durant el temps que va estar a UCLA va conèixer a George Antheil i es va convertir, entre 1951 i 1954, en un dels únics tres estudiants que va acceptar. White atribueix a Antheil l'oportunitat de conèixer plenament els principis de la forma sonata clàssica, que proporcionava "la clau per a escriure obres més grans que fossin lògiques i estructuralment sòlides".
Va ser a UCLA on va començar a gravar música per a les escoles del comtat de Los Angeles. La seva primera gravació d'aquest tipus va sortir a la llum el 1954 quan White es va associar amb el cineasta Paul Brunford per a crear una banda sonora i un llibret per al curtmetratge de Rhythms of the Freight Yard. La banda sonora es va llençar com un disc de 10 minuts titulat Railroad Rhyhms i contenia la partitura musical i els efectes de so de la pel·lícula. El llibret es va titular Rhythms of the freight yard handbook i en combinació amb la pel·lícula va ser "dissenyat per a ajudar els mestres a suggerir tècniques per a ensenyar ritmes amb els dibuixos de figures de pal que mostren patrons de terra i moviments desenvolupats pels nens de la UCLA Elementary School.

### Fundació Huntington Hartford
El 1964, Ruth White va ser honrada per la seva creativitat en les arts al convertir-se en becària a través de la Fundació Huntington Hartford (1948-1965). A través d'aquesta confraternitat i la seva ajuda financera, White va poder dedicar més temps als seus esforços creatius. Va ser durant aquest període que es va interessar pels registres més experimentals.
D'acord amb el Grove Dictionary of women composers, la participació de White en la música electrònica es va precipitar per la creença que tots els experiments en els mitjans tradicionals, des de l'impressionisme fins a l'atonalitat, politonalitat i similars, eren camins tancats - que aquest mitjà, amb les seves relacions fonamentals clau, s'havien esgotat, que havien arribat al seu cenit cap a finals del segle xix, i des de llavors, els seus principis bàsics fan ser sistemàticament destruïts. També va descobrir que molta música electrònica antiga era 'caòtica i sense sentit' i, finalment, va arribar a la conclusió de que aquests 'sons sense forma i arbitraris que es feien eren soroll i només soroll'".

### Primer estudi
El seu primer estudi (1964) va ser totalment auto-construït. De fet, l'estudi White va estar exposat al Museu Fiske d'Instruments Musicals de Pomona, Califòrnia, durant diversos anys. L'any 2008 aquests articles van ser traslladats al Museu d'Instruments Musicals de Phoenix, l'obertura del qual estava programada per l'abril de 2010. Amb la creació del seu propi estudi, White podria desenvolupar la seva pròpia marca de música electrònica que explorava nous recursos timònics i harmònics sense renunciar a l'ordre i la lògica inculcada per la seva formació clàssica. White va escriure una vegada sobre el seu estudi: ... és el meu lloc personal. Ningú més hi treballa. Hi passo de 10 a 12 hores al dia, aproximadament 9 mesos de l'any. Està bastant ben equipat. Diverses gravadores multicanal (incloent 2 noves màquines ampex ag 440), un sintetitzador Moog (comprat directament de Robert Moog), oscil·ladors, moduladors, un òrgan electrònic i un clavicordi electrònic, dos pianos, un clavicèmbal i una velocitat variable, i dispositius de reverberació són només una part de la llista de màquines que he recopilat".
El 1965, Ruth White va publicar Motifs for dance compositions que contenien textures, motius espacials i música electrònica, així com influències de cultures orientals. White va continuar la seva experimentació amb música electrònica amb l'edició el 1966 de Music for contemporary dance volume 1 i Music for contemporary dance volume 2 el 1967. Ambdues versions van incloure més música electrònica combinada amb sons clàssics i ètnics, així com sons electrònics com a acompanyament de la poesia. El 1967 també va veure la llum Adventures in rhythms, Volum 1 i 2. Tot i estar dissenyats per a l'ús a l'aula, utilitzant històries i poemes per presentar una varietat d'activitats rítmiques a través de les quals els nens podien expressar les seves idees creatives en moviment, ambdues versions experimentaven fortament el contingut electrònic, sons i sorolls.

### Lektrafon Music i NARAS
El 1968, va ser l'encarregada de crear la música per a la interpretació de Seven Trumps from the Tarot Card and Pinions pel coreògraf Eugene Loring. L'esdeveniment va ser tot un èxit i va fer brillar el talent de la compositora. De fet, Los Angeles Times va apuntar Seven Trumps" com una partitura realment emocionant, orgànicament musical i electrònica.
Ruth White va formar la Lektrafon Music el 1969. Lektrafon Music va ser un house comercial especialitzat en l'ús de música electrònica per a publicitat televisiva. El seu primer client va ser Ford Automotive, amb el seu primer set de música comercial dissenyat per a presentar la nova línia Ford 1970. La Lektrafon Music va estar activa des de 1969 fins a 1971.
Durant aquest mateix any, White es va convertir en membre activa del Fiduciari Nacional de l'Acadèmia Nacional d'Arts i Ciències de Gravació (NARAS) (The Recording Academy) quan va ser elegida al local de Los Angeles NARAS amb un enfocament en la música clàssica. Aquesta va ser una progressió natural per a la Sra. White que es va identificar amb l'aspecte educatiu de NARAS.
També el 1969, la Sra. White va seguir Seven Trumps from the Tarot Card and Pinions amb l'alliberament experimental Flowers of Evil (1969), un disc basat en el poema del poeta francès Charles Baudelaire anomenat Les Fleurs du malput, posant les paraules de Baudelaire a la música electrònica. Els poemes van ser accentuats exageradament per l'ús de la música electroacústica de White, més concretament amb el sintetitzador Moog. Una vegada més, la música de Ruth es va publicar a Limelight Records.

### Llançaments posteriors i creixement personal
A aquests enregistraments els van seguir Short Circuits (a Angel Records - filial d'EMI), i la seva reedició francesa Klassik o'tilt (a EMI). Tots dos van ser llançats respectivament el 1970 i el 1971. Aquest llançament va marcar un canvi de direcció per a Ruth White. Per a aquests llançaments, la Sra. White va ser encarregada per EMI per gravar clàssics de Shostakovich, Debussy, Chopin i molts altres mentre exposaven instruments electrònics d'aquell moment (concretament el sintetitzador Moog i diversos òrgans electrònics).
Potser a causa d'aquests enregistraments, White, juntament amb l'amic i compositor de Moog Paul Beaver, van arribar a registrar amb la TONTO's Expanding Head Band. La idea darrere d'aquest enregistrament va ser de cada persona implicada en crear aquesta pista i després enviar-la al proper sintetista per a què s'hi afegís. La idea mai va sortir de l'estudi. White no va estar mai involucrada. L'àlbum en qüestió es va convertir en un estatus llegendari per dret propi, Zero Time de 1971. Ruth White i Paul Beaver també es van combinar per crear The Electronic Music Association. Aquesta associació va oferir concerts per a introduir als públics a les noves obres d'electroacústia i va estar activa fins al 1973. Tant White com Beaver també van ser membres del Consell a NARAS.
El 1971, Ruth White va formar una companyia anomenada "Ruth White Films" per a produir videos per a una nova tecnologia anomenada Cartridge Television (CTV). CTV va ser un precursor dels sistemes VHS que va acabar dominant el mercat a finals dels anys 70 fins a la dècada de 1990. Va crear 4 curtmetratges de vídeo per a Motorola Teleprograms Inc com Adventures In Underland, Space Trip, Hickory Dickory Dock i Hush Little Baby. Els 4 es van compilar en un cartutx titulat Garden Of Delights fo çr Kids No.1 (Jardí de Delícies per a nens núm. 1). La Sra. White també va prestar els seus talents a la Màquina de Gravació de Video Electrònica de Motorola (EVR) (un cartutx sense fils per a CTV), mostrant els seus vídeos utilitzant l'EVR, per als executius de la discogràfica. La Sra. White va treballar amb Motorola des del 71 al 73 per a promocionar CTV. Fins i tot va produir sons de logos utilitzant el sintetitzador i el codi Morse per a lletrejar Motorola, la qual cosa sonava al principi de cadascuna de les pel·lícules de CTV de Motorola (durant la presentació Motorola presenta).
Un altre dels projectes de vídeo de Ruth White, un curtmetratge titulat Steel (1971), va guanyar per puntuació musical per a una pel·lícula generada per ordinador durant l'Atlanta Film Festival.
Aquest amor per la música va fer que White tornés a l'educació. Va començar a col·laborar amb el seu nebot David White (un músic clàssic format) en enregistraments educatius i materials didàctics. El 1973, White i el seu nebot, van començar a produir projectes multimèdia destinats a que els nens llegissin. La Sra. White es va adonar des del principi que la televisió havia canviat la forma en què els nens aprenien. L'àudio sense vídeo havia mort. De fet, l'any 1973 es deia que en el futur, l'àudio sense visuals, excepte els registres de dansa, no tindria sentit. Va ser el 1973 quan va inventar el personatge Mr. Windbag, un personatge inclòs en la seva sèrie educativa The Adventure of Mr. Windbag de 1973. Mr. Windbag van ser dos paquets multimèdia. Un va ser titulat The Mr. Wind Bag Stories i l'altre The Adventures of Mr. Windbag In Metric Land. Aquests dos paquets van comptar amb 3 pel·lícules de bobina i tres cassets de contes diferents cadascun, així com llibres d'activitats i guies docents.
També el 1973, Ruth White es va convertir en la vicepresidenta de l'Institut NARAS. Es tractava d'una organització sense ànim de lucre creada i finançada parcialment per NARAS i ajudava a implementar cursos de música i de gravació a les escoles d'ensenyament superior i va encoratjat i recolzar programes de base per a familiaritzar totes les persones interessades amb els aspectes creatius i comercials de la indústria de l'enregistrament. Això es feia sovint a través de simposis organitzats per la Sra. White i l'Institut NARAS.
Durant la resta de la dècada de 1970, Ruth i David White van llançar una continuïtat d'estrenes educatives que incloïen temes com la lectura, les matemàtiques, l'autoestima i la permanència activa, entre molts altres. White va treballar amb molts col·laboradors al llarg dels anys setanta. Entre els col·laboradors més freqüents s'inclouen Terry Gris, Marilyn Rehwald, Theresa Straley, Sally Blackburn i Jean Paynter, així com Cary Meshul, Michael Lembeck, Coral Kerr, Jim Mandell i Gary Maynard.

### Premis i èxits personals
El 1982, el servei de Ruth White a l'educació i la música instructiva li va valer un premi Notable Recording de l'Associació de la Biblioteca Americana per la seva gravació Singing Games. A aquest també el va seguir, el 1983, un premi de Parent's Choice. Ruth White va gravar el seu últim grup de música infantil a mitjans dels anys vuitanta, però va continuar produint material educatiu a través de la seva companyia editorial (Rhythm Productions) durant la dècada dels noranta, fora de la seva oficina de Los Angeles. De fet, fins a finals de la dècada dels vuitanta, el seu propi estudi personal es trobava a sobre de la seva empresa editorial.
Des del seu inici, Rhythms Productions va ser una editorial pionera en el seu camp, liderant el camí amb productes innovadors i aprenent a través de programes de música. Les seves publicacions inclouen gravacions guardonades amb Tom Thumb®, kits multimèdia, llibres i pel·lícules. Rhythms Productions ha llançat enregistraments com Tom Thumb Records & Tapes, Tom Thumb Records, Tom Thumb Music, Tom Thumb, Rhythms Productions Records, Rhythms Productions, Cheviot Corporation i Cheviot Corp.
Pel que sembla, a principis dels anys 2000 White estava experimentant amb una composició d'òpera que havia de ser una trilogia de teatre musical, per a la qual estava escrivint tant el text com la partitura, utilitzant música acústica i electrònica, així com diversos efectes especials.

## Discografia
El 1955 Ruth White va començar Rhythms Productions / Tom Thumb Music. Rhythms Productions es va especialitzar en la fabricació de cintes i discos de fonògraf, llibres, tires de pel·lícula i altres materials educatius. Durant la majoria de la seva existència, Rhythms Productions es va ubicar al Venice Boulevard de Los Angeles, Califòrnia. Amb els anys el nom s'ha anat transformant (Rhythms Productions Records / Tom Thumb Records / Cheviot Corporation / Cheviot Corp-Audio / Tom Thumb Records and Cassettes / Tom Thumb Skill Builder).
| Any  | Títol                                                                                       | Format                               |
| ---- | ------------------------------------------------------------------------------------------- | ------------------------------------ |
| 1947 | Songs From Japanese Poets                                                                   | LP                                   |
| 1950 | Palestinian Song Cycle                                                                      | LP                                   |
| 1955 | A Certain Slant Of Light                                                                    | LP                                   |
| 1955 | Rhythm Instruments With Folk Music From Many Lands                                          | Vinilo 7″ Rhythms Productions®       |
| 1955 | Settings For Lullabies ‘Round The World                                                     | Vinilo 12″ Rhythms Productions®      |
| 1957 | Folk Dances From ‘Round The World Vol. 1                                                    | Vinilo 7″ Rhythms Productions®       |
| 1959 | Folk Dances From ‘Round The World Vol. 2                                                    | Vinilo 7″ Rhythms Productions®       |
| 1959 | Folk Dances From ‘Round The World Vol. 3                                                    | Vinilo 7″ Rhythms Productions®       |
| 1959 | Folk Dances From ‘Round The World Vol. 4                                                    | Vinilo 7″ Rhythms Productions®       |
| 1960 | Folk Dances From ‘Round The World Vol. 5                                                    | Vinilo 7″ Rhythms Productions®       |
| 1960 | Good Neighbors; A Fiesta Of Latin American Folk Dances                                      | Vinilo 7″ Rhythms Productions®       |
| 1960 | The Rhythms Hour                                                                            | Vinilo 7″ Rhythms Productions®       |
| 1960 | Play Time-A Festival Of Rhythmic Dramatizations                                             | Vinilo 7″ Rhythms Productions®       |
| 1962 | The Fundamentals Of Music For Dancers                                                       | Vinilo 7″ Rhythms Productions®       |
| 1962 | Motivations for Modern Dance                                                                | Vinilo 7″ Rhythms Productions®       |
| 1962 | The Holiday Sampler: Activity Songs For Christmas                                           | Vinilo 7″ Rhythms Productions®       |
| 1962 | First Folk Dances                                                                           | LP Rhythms Productions®              |
| 1965 | Motifs For Dance Composition                                                                | Vinilo 7″ Rhythms Productions®       |
| 1966 | Music For Contemporary Dance (Vol 1)                                                        | Vinilo 7″ Rhythms Productions®       |
| 1967 | Music For Contemporary Dance (Vol 2)                                                        | Vinilo 7″ Rhythms Productions®       |
| 1967 | Adventures In Rhythms Vol 1                                                                 | Vinilo 7″ Rhythms Productions®       |
| 1967 | Adventures In Rhythms Vol 2                                                                 | Vinilo 7″ Rhythms Productions®       |
| 1968 | Seven Trumps From The Tarot Card And Pinions                                                | LP, Vinilo 12″ Limelight             |
| 1969 | Flowers of Evil                                                                             | LP, Vinilo 12″ Limelight             |
| 1970 | Short Circuits                                                                              | Vinilo 12″ Angel Records - EMI       |
| 1971 | Klassik o'tilt                                                                              | LP, Vinilo 12″ EMI                   |
| 1973 | The Adventures of Mr Windbag in Metric Land                                                 | Set educacional Rhythms Productions® |
| 1973 | The Peppermint Tiger: And Other Activity Songs                                              | LP, Vinilo 12″ Rhythms Productions®  |
| 1973 | Down Lolipop Lane                                                                           | LP, Vinilo 12″ Rhythms Productions®  |
| 1973 | Action Songs For Everyday Vol. 1                                                            | LP, Vinilo 12″ Rhythms Productions®  |
| 1973 | Cotton Candy Castles: Activity Songs                                                        | LP, Vinilo 12″ Rhythms Productions®  |
| 1973 | Chocolate Choo Choo: And Other Activity Songs                                               | LP, Vinilo 12″ Rhythms Productions®  |
| 1976 | It’s A Happy Feeling; And Other Activity Songs                                              | LP, Vinilo 12″ Rhythms Productions®  |
| 1977 | Fiddle-EE-fee                                                                               | LP, Vinilo 12″ Rhythms Productions®  |
| 1977 | The Rhythm Makers                                                                           | LP, Vinilo 12″ Rhythms Productions®  |
| 1977 | I’ve Got A Reason To Sing                                                                   | LP, Vinilo 12″ Rhythms Productions®  |
| 1978 | Musical Math: Beginning Concepts Vol. 1                                                     | LP, Vinilo 12″ Rhythms Productions®  |
| 1978 | Musical Math: Addition/Subtraction Vo1. 2                                                   | LP, Vinilo 12” Rhythms Productions®  |
| 1978 | Musical Math: Multiplication Vol. 3                                                         | LP, Vinilo 12″ Rhythms Productions®  |
| 1979 | Musical Math: Beginning Concepts Vol. 1                                                     | LP, Vinilo 12″ Rhythms Productions®  |
| 1979 | Musical Math: Addition/Subtraction Vo1. 2                                                   | LP, Vinilo 12″ Rhythms Productions®  |
| 1979 | Musical Math: Multiplication Vol. 3                                                         | LP, Vinilo 12″ Rhythms Productions®  |
| 1979 | Action Songs for Holidays And Special Days                                                  | LP, Vinilo 12″ Rhythms Productions®  |
| 1980 | Animals Are Wonderful                                                                       | LP, Vinilo 12″ Rhythms Productions®  |
| 1980 | Musical Reading                                                                             | LP, Vinilo 12″ Rhythms Productions®  |
| 1995 | Musical Reading: Alphabet, Vowels                                                           | LP, Vinilo 12″ Rhythms Productions®  |
| 1980 | Musical Reading: Consonants B through K                                                     | LP, Vinilo 12″ Rhythms Productions®  |
| 1980 | Musical Reading: Consonants L through Z                                                     | LP, Vinilo 12″ Rhythms Productions®  |
| 1982 | Singing Games                                                                               | LP, Vinilo 12″ Rhythms Productions®  |
| 1982 | Listen and Read                                                                             | Set educacional Rhythms Productions® |
| 1983 | Sing Along with Mother Goose                                                                | LP, Vinilo 12″ Rhythms Productions®  |
| 1985 | Bubblegum Band                                                                              | Casete CTV Rhythms Productions®      |
| 1985 | Big Rock Candy Mountain                                                                     | Casete CTV Rhythms Productions®      |
| 1988 | Mr. Windbag In Shape Land: Learn About Shapes (Cassette 1999)                               | Casete CTV Rhythms Productions®      |
| 1988 | The Adventures Of Mr. Windbag (The Line Country)                                            | Casete CTV Rhythms Productions®      |
| 1988 | Mr. Windbag And The Magic Cup Learn About Quantity (More/Less)                              | Casete CTV Rhythms Productions®      |
| 1988 | Mr. Windbag And The Lollipop Race                                                           | Casete CTV Rhythms Productions®      |
| 1999 | Tom Thumb’s First Reader’s Kit: “Hear, See, Say & Do” Activities                            | Set educacional Rhythms Productions® |
| 1999 | Mr. Windbag in Shape Land: Learn About Shapes (Watch Me Grow Series)                        | Casete Cheviot Rhythms Productions®  |
| 1999 | Mr. Windbag in Shrink Land: Learn About Size (Watch Me Grow Series)                         | Casete Cheviot Rhythms Productions®  |
| 1999 | Mr. Windbag in the Line Country: Learn About Letters & Numbers                              | Casete Cheviot Rhythms Productions®  |
| 1999 | Mr. Windbag and the Magic Cup: Learn About Quantity (More/Less) (Watch Me Grow Series)      | Casete Cheviot Rhythms Productions®  |
| 1999 | Mr. Windbag and the Birthday Party: Learn About Weight (Heavy/Light) (Watch Me Grow Series) | Casete Cheviot Rhythms Productions®  |
| 1999 | Mr. Windbag and the Lollipop Race (Watch Me Grow Series)                                    | Casete Cheviot Rhythms Productions®  |